# 15023 Ketover
15023 Ketover è un asteroide della fascia principale. Scoperto nel 1998, presenta un'orbita caratterizzata da un semiasse maggiore pari a 2,3334087 UA e da un'eccentricità di 0,1498435, inclinata di 1,83647° rispetto all'eclittica.